# Ewa Dahlig-Turek
Ewa Dahlig-Turek (ur. 1958 w Warszawie) – polska etnomuzykolożka, badaczka polskiej muzyki ludowej.
Ukończyła studia w Instytucie Muzykologii Uniwersytetu Warszawskiego (dyplom 1982). Następnie prowadziła badania w Instytucie Sztuki Polskiej Akademii Nauk. W 1990 r. obroniła tamże rozprawę doktorską pod kierunkiem prof. Ludwika Bielawskiego pt.: Ludowe instrumenty skrzypcowe na ziemiach polskich.
W latach 1992-94, współpracowała z prof. Helmutem Schaffrathem na Uniwersytecie w Essen (Niemcy) w ramach EsAC (Essener Assoziativ Code).
Jest członkiem rady redakcyjnej kwartalnika „Muzyka”, wiceprezesem Polskiego Stowarzyszenia Menedżerów Nauki, przewodniczącą Komitetu ds. Współpracy z European Association of Research Managers and Administrators przy Prezydium PAN, recenzentem grantów Australian Research Council, Israel Science Foundation oraz Fundacji na rzecz Nauki Polskiej, członkiem Standing Committee for the Humanities w European Science Foundation,  sekretarzem generalnym European Seminar in Ethnomusicology, przewodniczącą polskiego komitetu narodowego ICTM International Council for Traditional Music.
Uczestniczyła w wielu konferencjach w kraju i za granicą. Wykładała gościnnie w Szwecji i Norwegii. Była stypendystką British Council (1993) oraz British Academy (1996) oraz stażystką na  Universität-Hochschule Essen (1992-3).
W pracy badawczej początkowo interesowała ją problematyka ludowej gry skrzypcowej w polskiej praktyce muzycznej oraz historyczne przekształcenia ludowych instrumentów skrzypcowych. Dzięki jej badaniom nad instrumentami staropolskimi udało się zrekonstruować dwa zapomniane polskie instrumenty skrzypcowe fidel płocką i sukę biłgorajską. Od lat 90. skupia się wokół elektronicznych baz danych oraz wspomaganej komputerowo analizy rytmu zastosowanych do badania rytmiki polskich tańców ludowych i historycznych a także europejskich pieśni ludowych. W ostatnim okresie Ewa Dahlig-Turek zajmowała się problematyką tzw. "tańców polskich" w Skandynawii.
W 2014 została nagrodzona Srebrnym Medalem „Zasłużony Kulturze Gloria Artis”.

## Publikacje książkowe
- Ewa Dahlig, Ludowa gra skrzypcowa w Kieleckiem, Kraków: PWM 1991[3]
- Ewa Dahlig, Ludowe instrumenty skrzypcowe w Polsce, Warszawa: IS PAN 2001
- Bjørn Aksdal, Ewa Dahlig-Turek, Dan Lundberg, Rebecca Sager, Glossing over rhythmic style and musical identity. The case of Polish dance rhythms and Western notation, Stockholm 2005 (Meddelanden från Svenskt Visarkiv, t. 47)[4]
- Ewa Dahlig-Turek, Rytmy polskie w muzyce XVI-XIX wieku. Studium morfologiczne, Warszawa: IS PAN 2006
- Ewa Dahlig-Turek, Maria Pomianowska, Polskie fidele kolanowe. (Re)konstrukcja, Warszawa-Lublin-Kraków 2014 (Teka Lubelska, t. 4)[5]